# Pagodulina subdola
Pagodulina subdola is een slakkensoort uit de familie van de Orculidae. De wetenschappelijke naam van de soort is voor het eerst geldig gepubliceerd in 1856 door Gredler.